# Keravanjoki
Keravanjoki (en français : la rivière de Kerava) est une rivière affluente du fleuve Vantaanjoki, en Finlande.

## Description
Avec 65 km de longueur, c'est l'affluent le plus long du Vantaanjoki.
La Keravanjoki part du lac Ridasjärvi à Hyvinkää et traverse le village de Kaukas, la zone Natura 2000 de Tuusula, les chutes Kellokoski, Järvenpää, Kerava et le nord-est de Vantaa.
La Keravanjoki est la rivière marquant la frontière entre  Vantaa et Helsinki de Tikkurila à Tammisto où il conflue avec le Vantaanjoki.
Les poissons le plus fréquemment pêchés dans la rivière sont le brochet, la perche, le gardon.
À la suite de campagnes d'alevinage on peut aussi pêcher des truites, des truites arc-en-ciel, saumons et des ombres.

## Galerie

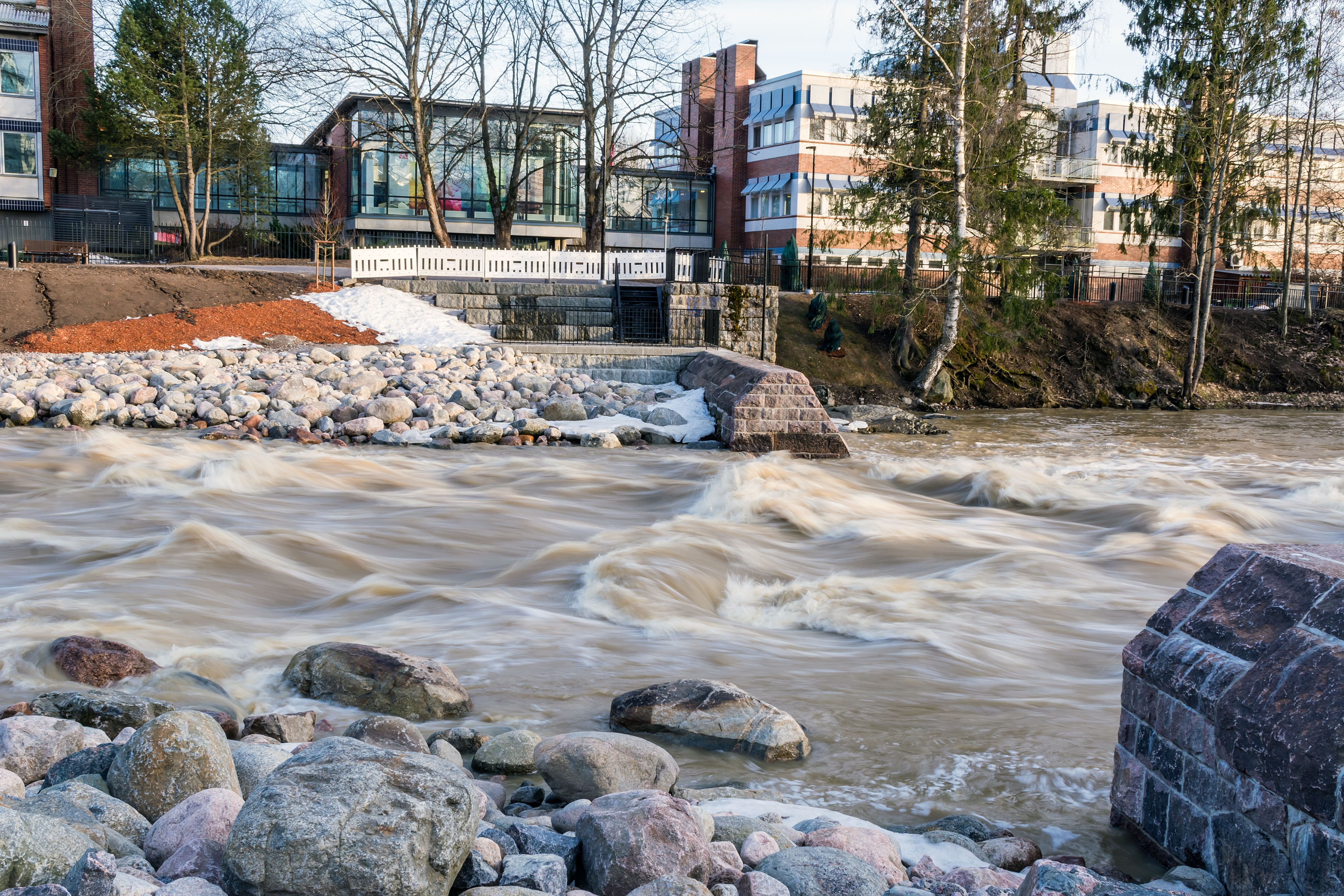
Les rapides Tikkurilankoski.
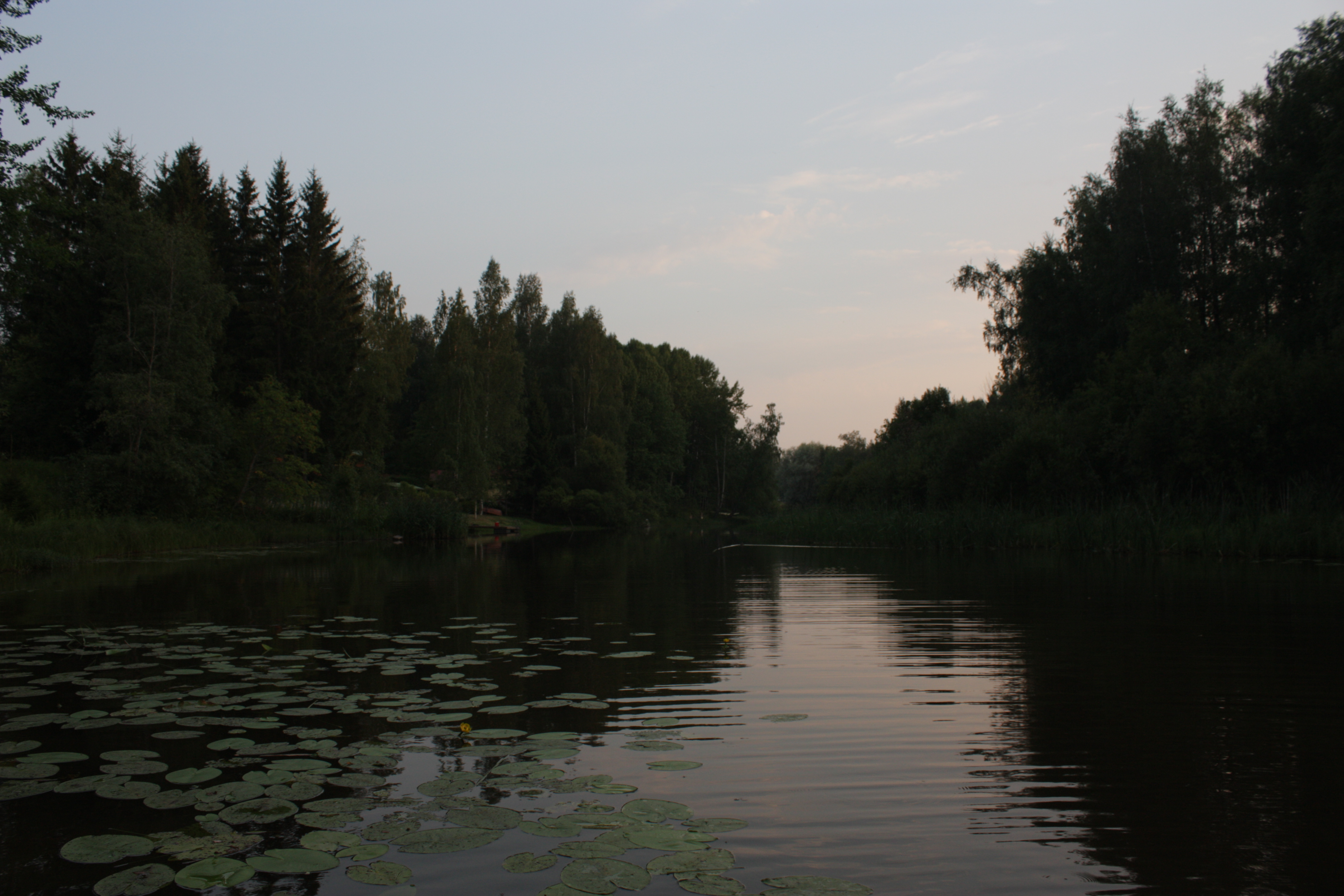
La Keravanjoki à Järvenpää.
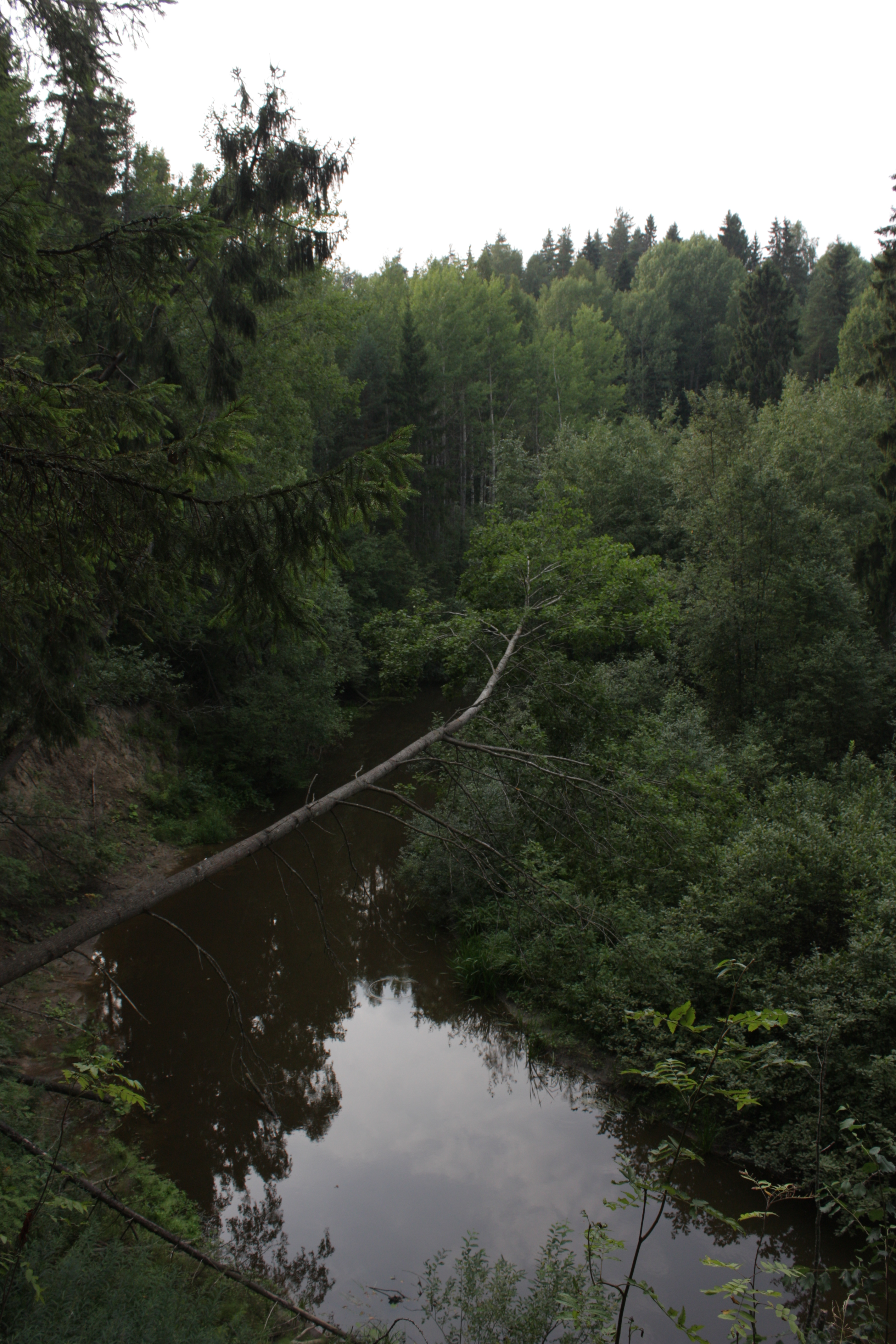
La Keravanjoki dans la zone protégée de Lemmenlaakso.
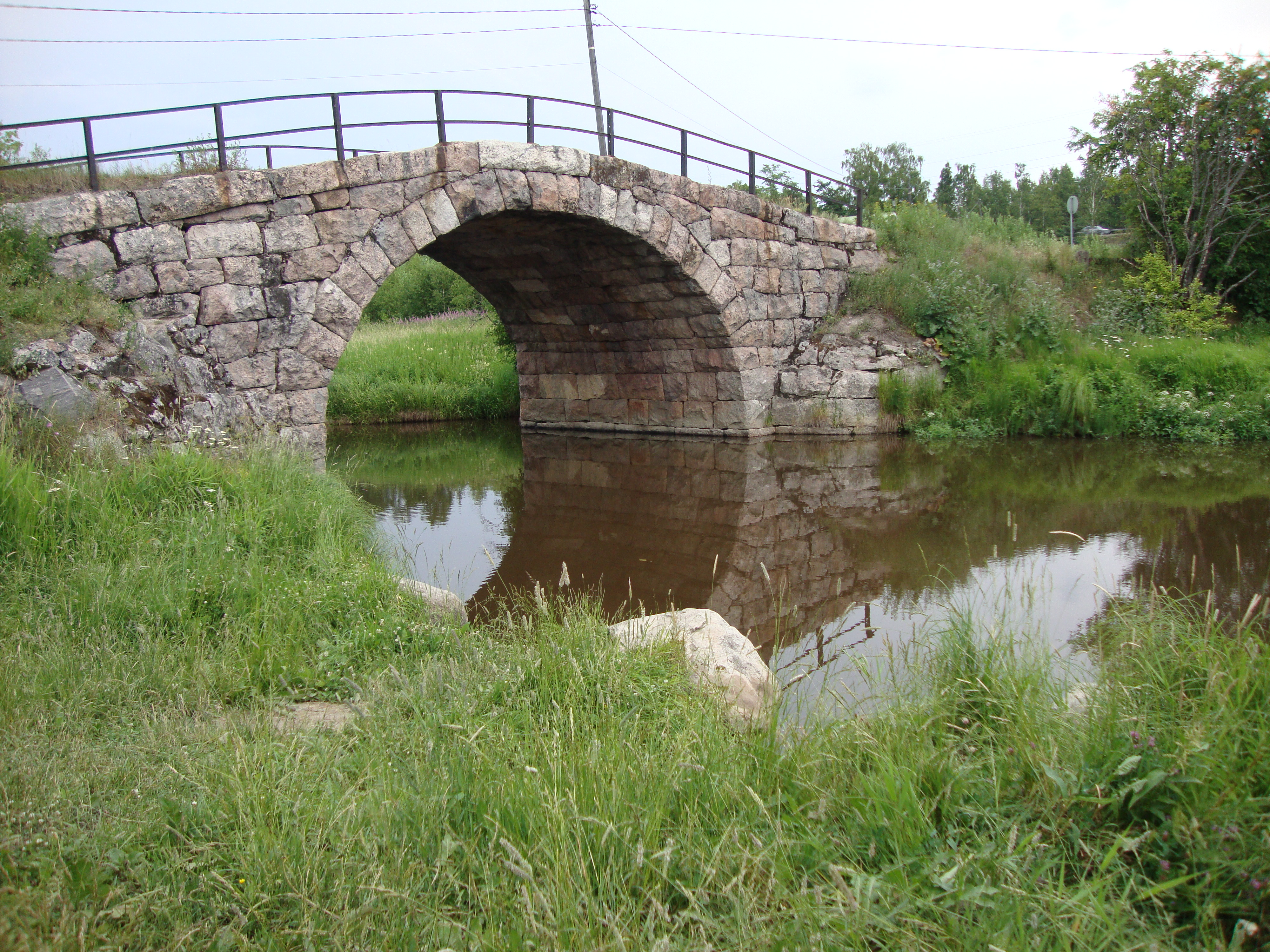
Le vieux pont sur la  Keravanjoki à Kerava.